# Eleccions a Andorra
A Andorra se celebren eleccions per escollir els membres dels diferents òrgans legislatius del país. Hi ha dos tipus d'eleccions, corresponents als diferents nivells d'administració en que s'organitza l'estat: les eleccions al Consell General i les eleccions comunals.

## Tipus d'eleccions

### Eleccions al Consell General
Les eleccions generals o eleccions al Consell General són les eleccions amb les quals la ciutadania escull els membres que formaran el Consell General d'Andorra, el parlament unicameral del país, que està format per 28 consellers.
A les eleccions s'escullen els 28 membres del Consell General d'Andorra, coneguts com a consellers generals, i s'escullen per a un període de 4 anys com a màxim. Un cop s'esgota la legislatura o es dissol el Consell General, es tornen a convocar eleccions per renovar els membres. Les eleccions convocades per la dissolució de la cambra són conegudes com a eleccions anticipades.
La legislació vigent va ser aprovada el 1993. Tenen dret a vot totes les persones de més de 18 anys amb nacionalitat andorrana que no hagin estat privats del seu dret per una sentència judicial ferma i que estiguin inscrits a les llistes electorals. El dret a sufragi passiu (ser candidat) són els mateixos que els de sufragi actiu (ser elector), amb l'excepció de certs càrrecs del poder judicial. També són incompatibles els càrrecs de consellers de comú i consellers nacionals.
El sistema electoral es basa en el vot paral·lel:
- Catorze consellers generals s'escullen en una circumscripció nacional mitjançant representació proporcional en llistes tancades, utilitzant el mètode del residu més alt amb la quota Hare i una barrera electoral corresponent a una catorzena part dels vots vàlids.
- Catorze consellers generals s'escullen en circumscripcions corresponents als límits de les parròquies. En cada circumscripció parroquial s'escullen 2 diputats, independentment del nombre d'habitants. El mètode d'elecció es per sistema majoritari a una volta. El vot no va a candidats individuals, sinó a una candidatura formada per dues persones, de manera que els dos candidats electes a cada parròquia són del mateix partit.

Per a poder presentar candidatures, cal presentar un nombre de candidatures igual al 0,5% del cens de la circumscripció, mai inferior a 10 persones.
En ple inaugural de la legislatura, els consellers generals prenen possessió del càrrec i s'escull el síndic general de les Valls, el president del Consell General. En un termini de vuit dies, el Consell General escollirà el cap de govern per majoria absoluta en una primera volta o per majoria simple en una segona volta.

### Eleccions comunals
Les eleccions comunals se celebren cada 4 anys entre l'1 i el 20 de desembre. En aquestes eleccions es renoven els consells de comú de les  7 parròquies d'Andorra: els òrgans administratius de les parròquies d'Andorra. Els consells del comú estan formats per  10 i 16 membres, sempre un nombre parell.
El dret a sufragi passiu i actiu és el mateix que a les eleccions generals. Els electors poden presentar candidatures formades per un nombre igual al nombre d'escons de cada parròquia. El dia de les eleccions, cada elector pot escollir una llista. A la llista que obtingui el major nombre de vots, se li adjudica la meitat dels escons. La resta d'escons es reparteixen entre totes les candidatures (inclosa la guanyadora), mitjançant representació proporcional amb llistes tancades, utilitzant el mètode del residu més alt amb la quota Hare. En cas d'empat en la primera posició, els partits vencedors reparteixen a parts iguals els escons reservats al partit vencedor.
Els consellers de comú seran els encarregats d'escollir els cònsols majors i menors, màxims representants del poder local, un cop s'hagin constituït els consells de comú.

## Darreres eleccions

### Eleccions al Consell General de 2023
|                           |                                          |                         |                         |                         |                              |                              |               |     |  |
| Partit                    | Partit                                   | Circumscripció nacional | Circumscripció nacional | Circumscripció nacional | Circumscripcions parroquials | Circumscripcions parroquials | Escons totals | +/– |  |
| Partit                    | Partit                                   | Vots                    | %                       | Escons                  | Vots                         | Escons                       | Escons totals | +/– |  |
|                           | Demòcrates per Andorra                   | 6.262                   | 32,66                   | 5                       | 7.309                        | 11                           | 16            | +5  |  |
|                           | Concòrdia                                | 4.109                   | 21,43                   | 3                       | 3.516                        | 2                            | 5             | Nou |  |
|                           | Partit Socialdemòcrata-Progressistes SDP | 4.036                   | 21,05                   | 3                       | 5.238                        | 0                            | 3             | -4  |  |
|                           | Andorra Endavant                         | 3.067                   | 16                      | 3                       | 1.370                        | 0                            | 3             | Nou |  |
|                           | Liberals d'Andorra                       | 893                     | 4,66                    | 0                       | 3.007                        | 0                            | 0             | -4  |  |
|                           | Acció                                    | 805                     | 4,20                    | 0                       | 1.979                        | 1                            | 1             | Nou |  |
| Vots blancs               | Vots blancs                              | 537                     | –                       | –                       | 1.527                        | –                            | –             | –   |  |
| Vots nuls                 | Vots nuls                                | 341                     | –                       | –                       | 557                          | –                            | –             | –   |  |
| Total                     | Total                                    | 20.050                  | 100                     | 14                      | 20.043                       | 14                           | 28            | 0   |  |
| Cens/participació         | Cens/participació                        | 29.958                  | 66,93                   | –                       | 29.958                       | 66,90                        | –             | –   |  |
| Font: Eleccions d'Andorra |                                          |                         |                         |                         |                              |                              |               |     |  |

### Eleccions comunals de 2019
| Partit                      | Partit                      | Vots   | %     | Escons |
| --------------------------- | --------------------------- | ------ | ----- | ------ |
|                             | Demòcrates per Andorra (DA) | 4.968  | 42,86 | 49     |
|                             | Partit Socialdemòcrata (PS) | 3.987  | 28,05 | 15     |
|                             | Tercera Via (CC)            | 1.906  | 13,41 | 9      |
|                             | Desperta Laurèdia           | 970    | 6,82  | 3      |
|                             | Agrupament Encampadà        | 503    | 3,54  | 1      |
|                             | Per Ordino                  | 302    | 2,12  | 1      |
|                             | Objectiu comú (OC)          | 286    | 2,01  | 2      |
|                             | Unió per Escaldes-Engordany | 168    | 1,18  | 0      |
| Vots nuls i en blanc        | Vots nuls i en blanc        | 1.518  | 9,5   |        |
| Total                       | Total                       | 15.731 | 100   | 80     |
| Cens/participació           | Cens/participació           | 27.823 | 56,5  | –      |
| Font: Resultats, Commission |                             |        |       |        |

## Història
El 1866, una revolució social va acabar amb la promulgació de la Nova Reforma pels coprínceps d'Andorra: una reforma que regulava l'elecció del Consell General i dels consells de comú. Aquesta reforma va permetre que cada llar tingués un vot. També es va regular el sistema electoral amb l'establiment d'un escrutini majoritari plurinominal a dues voltes, amb 4 consellers generals per parròquia i amb renovació dels consells per meitats cada 2 anys (s'esdevenia conseller per a un període de 4 anys).
D'aquesta manera, les eleccions generals i comunals se celebraven el mateix dia, durant el mes de desembre cada 2 anys. Els consellers generals juraven el càrrec el 28 de desembre de l'any electoral, per prendre possessió l'1 de gener per a un període de 4 anys.
El 1933 es va introduir el sufragi universal masculí. El 1958 es van prohibir les agrupacions polítiques i els partits polítics. Les agrupacions van ser tolerades a partir dels anys 70, però la legalització dels partits polítics no va arribar fins a l'aprovació de la Constitució de 1993.
El 22 d'abril de 1970 es va aprovar el sufragi actiu femení i el 1971 el sufragi passiu femení (dret a ser candidata), el mateix dia en que es va baixar l'edat de vot de 25 a 21 anys i l'edat per ser candidat de 30 a 25. També es va aprovar un reglament electoral, que va ser vigent fins a l'any 1993.
Durant els anys 70, una part de la societat i dels polítics andorrans van començar a reclamar la modernització del sistema polític del país. També reclamaven que aquesta modernització passés pel canvi del sistema electoral per un de més proporcional. D'aquesta manera, el 1977, 1978 i 1982 es van realitzar referèndums en els quals es va tractar el tema. Tots els referèndums van ser un fracàs perquè en cap d'ells es va aconseguir una majoria prou sòlida com per canviar el sistema electoral. No obstant, es van produir canvis en el desenvolupament de les eleccions: a partir de 1979, les eleccions generals i comunals van deixar de celebrar-se el mateix dia, i el Consell General i els consells de comú van passar a renovar-se completament i no per meitats, com ho feien fins llavors.
L'any 1985 es va rebaixar l'edat de vot fins als 18 anys.
El 1993, Andorra va esdevenir un estat de dret a l'aprovar-se la Constitució. També es va canviar el sistema electoral pel vigent actualment.

### Resultats electorals 1993–2015
| Elecció | IDN  | AND PD | UL PLA | ND PS | Vd'A | RD APC | DA   | SDP  | Altres | Parrticipació |
| ------- | ---- | ------ | ------ | ----- | ---- | ------ | ---- | ---- | ------ | ------------- |
| 1993    | 15.3 | 26.4   | 22.0   | 19.1  |      |        |      |      | 17.2   | 81.0          |
| 1997    | 11.4 | 27.1   | 40.5   | 12.3  |      |        |      |      |        | 81.3          |
| 2001    |      | 22.7   | 44.1   | 28.7  |      |        |      |      |        | 81.6          |
| 2005    |      |        | 41.2   | 38.7  | 3.5  | 6.2    |      |      | 11.0   | 81.4          |
| 2009    |      |        | 32.3   | 45.0  | 3.2  | 18.9   |      |      |        | 75.3          |
| 2011    |      |        | (DA)   | 34.8  | 3.3  | 6.7    | 55.1 |      | 6.7    | 74.1          |
| 2015    |      |        | 27.7   | 23.5  | (PS) |        | 37.0 | 11.7 |        | 65.6          |

| Elecció | IDN | AND PD | UL PLA | ND PS | RD APC | DA | SDP | Llistes parroquials | Altres | Total |
| ------- | --- | ------ | ------ | ----- | ------ | -- | --- | ------------------- | ------ | ----- |
| 1993    | 2   | 8      | 5      | 5     |        |    |     | 4                   | 4      | 28    |
| 1997    | 2   | 6      | 16     | 2     |        |    |     | 2                   |        | 28    |
| 2001    |     | 5      | 15     | 6     |        |    |     | 2                   |        | 28    |
| 2005    |     |        | 14     | 12    | (PS)   |    |     |                     | 2      | 28    |
| 2009    |     |        | 11     | 14    | 3      |    |     |                     |        | 28    |
| 2011    |     |        | (DA)   | 6     |        | 20 |     | 2                   |        | 28    |
| 2015    |     |        | 8      | 3     |        | 15 | 2   |                     |        | 28    |